# Världsmästerskapen i simsport 1986
Världsmästerskapen i simsport 1986 var de femte världsmästerskapen i simsport och arrangerades i Madrid, Spanien mellan 13 augusti och 23 augusti 1986. Tävlingar i simning, simhopp, vattenpolo och konstsim hölls.
Det här var de första mästerskapen där 41 grenar avgjordes istället för 37 grenar. De nya grenarna som lades till var 50 meter frisim för damer och herrar, 4x200 meter frisim för damer samt damernas turnering i vattenpolo. 

## Medaljfördelning
| Placering | Nation         | Guld | Silver | Brons | Totalt |
| --------- | -------------- | ---- | ------ | ----- | ------ |
| 1         | Östtyskland    | 14   | 12     | 4     | 30     |
| 2         | USA            | 9    | 10     | 13    | 32     |
| 3         | Kanada         | 4    | 2      | 2     | 8      |
| 4         | Västtyskland   | 4    | 2      | 1     | 7      |
| 5         | Ungern         | 3    | 0      | 0     | 3      |
| 6         | Kina           | 2    | 4      | 1     | 7      |
| 7         | Sovjetunionen  | 2    | 3      | 7     | 12     |
| 8         | Rumänien       | 1    | 0      | 1     | 2      |
| 9         | Australien     | 1    | 0      | 0     | 1      |
| 9         | Jugoslavien    | 1    | 0      | 0     | 1      |
| 11        | Italien        | 0    | 3      | 0     | 3      |
| 12        | Nederländerna  | 0    | 1      | 4     | 5      |
| 13        | Bulgarien      | 0    | 1      | 1     | 2      |
| 13        | Frankrike      | 0    | 1      | 1     | 2      |
| 13        | Schweiz        | 0    | 1      | 1     | 2      |
| 16        | Nya Zeeland    | 0    | 1      | 0     | 1      |
| 17        | Storbritannien | 0    | 0      | 2     | 2      |
| 17        | Japan          | 0    | 0      | 2     | 2      |
| 19        | Danmark        | 0    | 0      | 1     | 1      |
| Total     | Total          | 41   | 41     | 41    | 123    |

## Resultat

### Konstsim[1]
| Gren         | Guld                                  | Silver                              | Brons                          |
| Individuellt | Carolyn Waldo Kanada                  | Sarah Josephson USA                 | Muriel Hermine Frankrike       |
| Par          | Kanada Michelle Cameron Carolyn Waldo | USA Karen Josephson Sarah Josephson | Japan Megumi Ito Mikako Kotani |
| Lag          | Kanada                                | USA                                 | Japan                          |

### Simhopp[2]

#### Herrar
| Gren | Guld              | Silver            | Brons             |
| 3 m  | Greg Louganis USA | Tan Liangde Kina  | Li Hongping Kina  |
| 10 m | Greg Louganis USA | Li Kongzheng Kina | Bruce Kimball USA |

#### Damer
| Gren | Guld          | Silver        | Brons                        |
| 3 m  | Gao Min Kina  | Li Yihua Kina | Marina Babkova Sovjetunionen |
| 10 m | Chen Lin Kina | Lu Wei Kina   | Wendy Wyland USA             |

### Simning[3]

#### Herrar
| Gren            | Guld                                                                    | Silver                                                                               | Brons                                                                            |
| 50 m frisim     | Tom Jager USA                                                           | Dano Halsall Schweiz                                                                 | Matt Biondi USA                                                                  |
| 100 m frisim    | Matt Biondi USA                                                         | Stéphan Caron Frankrike                                                              | Tom Jager USA                                                                    |
| 200 m frisim    | Michael Groß Västtyskland                                               | Sven Lodziewski Östtyskland                                                          | Matt Biondi USA                                                                  |
| 400 m frisim    | Rainer Henkel Västtyskland                                              | Uwe Daßler Östtyskland                                                               | Dan Jorgensen USA                                                                |
| 1500 m frisim   | Rainer Henkel Västtyskland                                              | Stefano Battistelli Italien                                                          | Dan Jorgensen USA                                                                |
| 100 m ryggsim   | Igor Poljanskij Sovjetunionen                                           | Dirk Richter Östtyskland                                                             | Sergej Zabolotnov Sovjetunionen                                                  |
| 200 m ryggsim   | Igor Poljanskij Sovjetunionen                                           | Frank Baltrusch Östtyskland                                                          | Frank Hoffmeister Västtyskland                                                   |
| 100 m bröstsim  | Victor Davis Kanada                                                     | Gianni Minervini Italien                                                             | Dmitrij Volkov Sovjetunionen                                                     |
| 200 m bröstsim  | József Szabó Ungern                                                     | Victor Davis Kanada                                                                  | Steve Bentley USA                                                                |
| 100 m fjärilsim | Pablo Morales USA                                                       | Matt Biondi USA                                                                      | Andy Jameson Storbritannien                                                      |
| 200 m fjärilsim | Michael Groß Västtyskland                                               | Anthony Mosse Nya Zeeland                                                            | Benny Nielsen Danmark                                                            |
| 200 m medley    | Tamás Darnyi Ungern                                                     | Alex Baumann Kanada                                                                  | Vadim Jarosjtjuk Sovjetunionen                                                   |
| 400 m medley    | Tamás Darnyi Ungern                                                     | Vadim Jarosjtjuk Sovjetunionen                                                       | Alex Baumann Kanada                                                              |
| 4×100 m frisim  | USA Tom Jager Mike Heath Paul Wallace Matt Biondi                       | Sovjetunionen Gennadij Prigoda Nikolaj Jevsejev Sergej Smirijagin Aleksej Markovskij | Östtyskland Dirk Richter Jörg Woithe Sven Lodziewski Steffen Zesner              |
| 4×200 m frisim  | Östtyskland Lars Hinneburg Thomas Flemming Dirk Richter Sven Lodziewski | Västtyskland Rainer Henkel Michael Groß Alexander Schowtka Thomas Fahrner            | USA Eric Boyer Mike Heath Dan Jorgensen Matt Biondi                              |
| 4×100 m medley  | USA Dan Veatch David Lundberg Pablo Morales Matt Biondi                 | Västtyskland Frank Hoffmeister Bert Göbel Michael Groß André Schadt                  | Sovjetunionen Igor Poljanskij Dmitrij Volkov Aleksej Markovskij Nikolaj Jevsejev |

#### Damer
| Gren            | Guld                                                                         | Silver                                                       | Brons                                                                                   |
| 50 m frisim     | Tamara Costache Rumänien                                                     | Kristin Otto Östtyskland                                     | Marie-Thérèse Armentero Schweiz                                                         |
| 100 m frisim    | Kristin Otto Östtyskland                                                     | Jenna Johnson USA                                            | Conny van Bentum Nederländerna                                                          |
| 200 m frisim    | Heike Friedrich Östtyskland                                                  | Manuela Stellmach Östtyskland                                | Mary T. Meagher USA                                                                     |
| 400 m frisim    | Heike Friedrich Östtyskland                                                  | Astrid Strauß Östtyskland                                    | Sarah Hardcastle Storbritannien                                                         |
| 800 m frisim    | Astrid Strauß Östtyskland                                                    | Katja Hartmann Östtyskland                                   | Debbie Babashoff USA                                                                    |
| 100 m ryggsim   | Betsy Mitchell USA                                                           | Kathrin Zimmermann Östtyskland                               | Natalja Sjibajeva Sovjetunionen                                                         |
| 200 m ryggsim   | Cornelia Sirch Östtyskland                                                   | Betsy Mitchell USA                                           | Kathrin Zimmermann Östtyskland                                                          |
| 100 m bröstsim  | Sylvia Gerasch Östtyskland                                                   | Silke Hörner Östtyskland                                     | Tanya Bogomilova Bulgarien                                                              |
| 200 m bröstsim  | Silke Hörner Östtyskland                                                     | Tanya Bogomilova Bulgarien                                   | Allison Higson Kanada                                                                   |
| 100 m fjärilsim | Kornelia Greßler Östtyskland                                                 | Kristin Otto Östtyskland                                     | Mary T. Meagher USA                                                                     |
| 200 m fjärilsim | Mary T. Meagher USA                                                          | Kornelia Greßler Östtyskland                                 | Birte Weigang Östtyskland                                                               |
| 200 m medley    | Kristin Otto Östtyskland                                                     | Jelena Dendeberova Sovjetunionen                             | Kathleen Nord Östtyskland                                                               |
| 400 m medley    | Kathleen Nord Östtyskland                                                    | Michelle Griglione USA                                       | Noemi Lung Rumänien                                                                     |
| 4×100 m frisim  | Östtyskland Kristin Otto Manuela Stellmach Sabine Schulze Heike Friedrich    | USA Jenna Johnson Dara Torres Mary T. Meagher Betsy Mitchell | Nederländerna Conny van Bentum Laura Leideritz Karin Brienesse Annemarie Verstappen     |
| 4×200 m frisim  | Östtyskland Manuela Stellmach Astrid Strauß Nadja Bergknecht Heike Friedrich | USA Betsy Mitchell Mary T. Meagher Kim Brown Mary Wayte      | Nederländerna Annemarie Verstappen Jolanda van de Meer Marianne Muis Conny van Bentum   |
| 4×100 m medley  | Östtyskland Kathrin Zimmermann Sylvia Gerasch Kornelia Greßler Kristin Otto  | USA Betsy Mitchell Jenny Hau Mary T. Meagher Jenna Johnson   | Nederländerna Jolanda de Rover Petra van Staveren Conny van Bentum Annemarie Verstappen |

### Vattenpolo[4]
| Turnering       | Guld        | Silver        | Brons         |
| Herrar detaljer | Jugoslavien | Italien       | Sovjetunionen |
| Damer detaljer  | Australien  | Nederländerna | USA           |